# ثنائي أشعة سينية

صورة تخيلية لثنائي أشعة سينية، القرين هنا عبارة عن ثقب أسود ذو قرص مزود.

ثنائي أشعة سينية في الفلك (بالإنجليزية: X-ray binary) هي فئة من النجوم الثنائية تشع ضياء عبارة عن أشعة سينية. تنشأ
الأشعة السينية عن سقوط مادة من أحد النجمين على قرين له. النجم المانح يكون نجما عاديا ويسمى «العاطي» وأما الأخر فيكون شديد الانضعاط كثيف المادة وذو جاذبية عالية، يكتسب من النجم المانح مادة ولهذا فيسمى «المكتسب» أو «المراكم»، وهذا يكون نجما منضغطا عظيم الكثافة، مثل: قزم أبيض أو نجم نيتروني أو ثقب أسود.
تتحرر من المادة المنهارة على النجم المكتسب طاقة وضع ثقالة تصل إلى عدة أعشار (1/10) من كتلة سكونها في هيئة أشعة سينية شديدة الطاقة (بالمقارنة: عندما يندمج الهيدروجين يتحول 7و0 % فقط من كتلة السكون إلى طاقة.)
يعتمد العمر ومعدل نقل الكتلة في ثنائي الأشعة السينية على الحالة التطورية للنجمين المانح والمكتسب، ونسبة الكتلة بين النجمين، وبٌعدهما المداري.
ما يقدر بـ 10  41  بوزيترونات تصدر في الثانية من ثنائي منخفض الكتلة للأشعة السينية (أنظر أسفله).

## سقوط المادة
تسقط المادة على النجم الكثيف المنضغط بطريقتين:
- على هيئة ريح نجمية قادمة من القرين، تنجذب إلى النجم الكثيف. وتشاهد تلك الريح النجمية غالبا في نجوم النسق الأساسي وفي العمالقة العظام الفائقين.
- بالنسبة للنجوم التي تتعدى حد روش تنساب المادة عبر نقاط لاغرانج إلى النجم الكثيف المنضغط. وقد يستمر مثل هذا الانسياب المادي عدة ملايين السنين.

ونظرا لقانون انحفاظ الزخم الزاوي فلا تسقط المادة مباشرة على النجم الكثيف وإنما تشكل في حالة عدم وجود مجال مغناطيسي قرصا مزودا حول النجم المنفطر (يكون النجم المنضغط فائقا الكثافة بحيث تنهار الذرات على نفسها وتضيع المسافة بين الألكترونات في الغلاف الذري وبين أنوية الذرات بشكل كبير، عندئذ تظهر ظاهرة الانفطار - وهي ظاهرة كمومية - على تلك المادة المنضغة الكثيفة).
وتؤدي اللزوجة إلى احتكاك في قرص المادة وتعمل على تسخينها، وعند وصول درجة الحرارة في القرص إلى درجات عالية تبدأ المادة في إصدار أشعة سينية. وعندما تسقط المادة من القرص على سطح قزم أبيض أو نجم نيوتروني فهي تعمل على رفع درجة حرارة سطحه فيشع هو الآخر أشعة سينية.
وقد تعلمنا ذلك من مراصد مخصوصة على أقمار صناعية تلتقط صورا للأشعة السينية الصادرة من تلك الأجرام، مثل روسات وتلسكوب فضائي وتلسكوب شاندرا الفضائي للأشعة السينية. وأما المراصد الأرضية فهي لا تستطيع تسجيل الأشعة السينية القادمة من الأجرام السماوية بسبب امتصاص هواء الأرض لها (أنظر تلسكوب فضائي).

## ثنائي منخفض الكتلة للأشعة السينية
"" نظام الأشعة السينية منخفض الكتلة "" ("" LMXB "") هو نظام نجم ثنائي حيث يكون أحد مكوناته إما ثقب أسود أو نجم نيوتروني . Tauris عادةً ما يملأ المكون الآخر، المانح، حيز روش وبالتالي ينقل الكتلة إلى النجم المضغوط. في أنظمة الأشعة السينية منخفضة الكتلة يكون المانح أقل كتلة من الجسم المضغوط، ويمكن أن يكون على التسلسل الرئيسي أو (قزم أبيض)، أو نجم متطور (عملاق أحمر). تم اكتشاف ما يقرب من مائتي LMXBs في درب التبانة،  ومن هؤلاء، تم اكتشاف 13 LMXBs في عناقيد مغلقة. كشف مرصد شاندرا الفضائي للأشعة السينية عن أنظمة الأشعة السينية منخفضة الكتلة في العديد من المجرات البعيدة.
يصدر ثنائي نموذجي للأشعة السينية منخفض الكتلة تقريبًا كل الإشعاع الكهرومغناطيسي  في الأشعة السينية، وعادة ما يكون أقل من 1% من الضوء المرئي. لذا فهي من بين أكثر الأجرام سطوعًا في سماء الأشعة السينية، لكنها خافتة نسبيًا في الضوء المرئي. يتراوح القدر الظاهري للسطوع عادة من 15 إلى 20. الجزء الأكثر سطوعًا من النظام هو قرص مزود  حول الجرم المضغوط. تتراوح الفترات المدارية لأنظمة الأشعة السينية منخفضة الكتلة من 10 دقائق إلى مئات الأيام.
شوهد تنوع أنظمة الأشعة السينية منخفضة الكتلة بشكل شائع على أنه مفجر الأشعة السينية، ولكن يمكن رؤيته في بعض الأحيان في شكل نابض للأشعة السينية. تم حدوث مفجر الأشعة السينية بواسطة انفجار نووي  عند تراكم الهيدروجين والهيليوم.

## النجم المنضغط قزم أبيض
إذا كان النجم الذي يجذب المادة إليه في نظام نجم ثنائي قزما أبيضا فإنه يصدر أشعة سينية منخفضة الطاقة. والسبب في انخفاض طاقة الأشعة السينية هو الكبر النسبي لقطر القزم الأبيض الذي يبلغ في العادة 10.000 كيلومتر وهذا أكبر كثيرا عن قطر نجم نيوتروني أو ثقب أسود، ونظرا لانخفاض المجال الثقالي النسبي للقزم الأبيض فينتج بالتالي عن المادة الساقطة اشعة إكس قليلة الطاقة.
وإذا كان للقزم الأبيض مجالا مغناطيسيا فيصغر قرص المادة حول القزم الأبيض وتصدر منه أشعة أكس مستقطبة وكذلك يكون الضوء الصادر منه مستقطبا. وإذا كان المجال المغناطيسي للقزم الأبيض ضعيفا في تأثيره على المادة الساقطة تنتج أشعة سينية من انهيار مادة من القرص المزود على سطح القزم الأبيض. وهذا يحدث فيما يسمى مستعر قزم ويكون ذلك الإصار دوريا.

## النجم المنضغط نجم نيوتروني
إذا كان النجم المزود نجما نيوترونيا أو نجما مغناطيسيا Magnetar يكون انهيار المادة في المجال الثقالي الكبير انهيارا سريعا وتنطلق الطاقة الناشئة عنها عند اصتدامها بسطح النجم النيوتروني. ونظرا لكون المادة في القرص حول النجم النيوتروني في حالة بلازما فإنها تتأثر بالمجال المغناطيسي للنجم النيوتروني حيث تصل شدة مجاله المغناطيسي
1011 تسلا أو بالتالي 1015 جاوس (وحدة)
وتتبلع المادة المتأينة مسار خطوط المغناطيسية وتهار عليه لذلك عند قطبيه. وبسبب الجاذبية الشديدة للنجم النيوتروني تصل سرعة الجسيات الساقطة إلى سرعات تبلغ 100.000 كيلومتر في الثانية، أي نحو ثلث سرعة الضوء. ولكن منطقة القوط تكون محدودة بمساحة عدة كيلومترات مربعة فتصل درجة الحرارة عندها إل 100 مليون كلفن، وتشع معظم الطاقة من هنا في هيئة أشعة إكس.
وتقدر القدرة الضيائية نحو 10.000 أشد من ضياء الشمس. ويتكون الضياء الشمسي من جميع الطاقة التي تشعها الشمس في كل الطيف (أي جميع أطوال الموجات الكهرومغناطيسية. ونظرا لدوران النجم النيوتروني حول محوره وانحصار الاشعة السينية الصادرة في قرص المادة فيكون الإشعاع محجوبا إلى حد ما عن انجاه الأرض. ولذلك تسمى ثنائيات أشعة إكس ذات نجم نيوتروني ومجال مغناطيسي قوي نباض اشعة إكس.
مثال على نباض إشعة إكس نشاهده في هركوليس إكس-1 وهو يبعد عنا نحو 15.000 سنة ضوئية. اكتشفه القمر الصناعي أوهورو Uhuru عام 1971، ومنذ ذلك الحين عثرنا على نحو 100 من تلك الأنظمة في مجرتنا، مجرة درب التبانة. كما نعرف مثالا آخرا نجم قنطور إكس-3 وهو نباض أشعة إكس.
وهناك تأثير آخر وهو انتقال عزم الدوران من المادة الساقطة على النجم النيوتروني. فهي تسرعه فتزيد سرعة دورانه حول محورة إلى معدلات قد تصل إلى عدة آلاف هرتز، مما يعني أن دورة كاملة للنجم النيوتروني تتم خلال 001و0 ثانية أو بعضا منها. ولذلك فإن أنظمة ثنائي أشعة إكس هي منشأ النباضات التي تنبض كل مللي ثانية.
ونشاهد عند تزايد نشاط في تزويد المادة لتلك النجوم ارتفاعا سريعا في معدل دورانها حول محورها.

## النجم المنضغط ثقب أسود

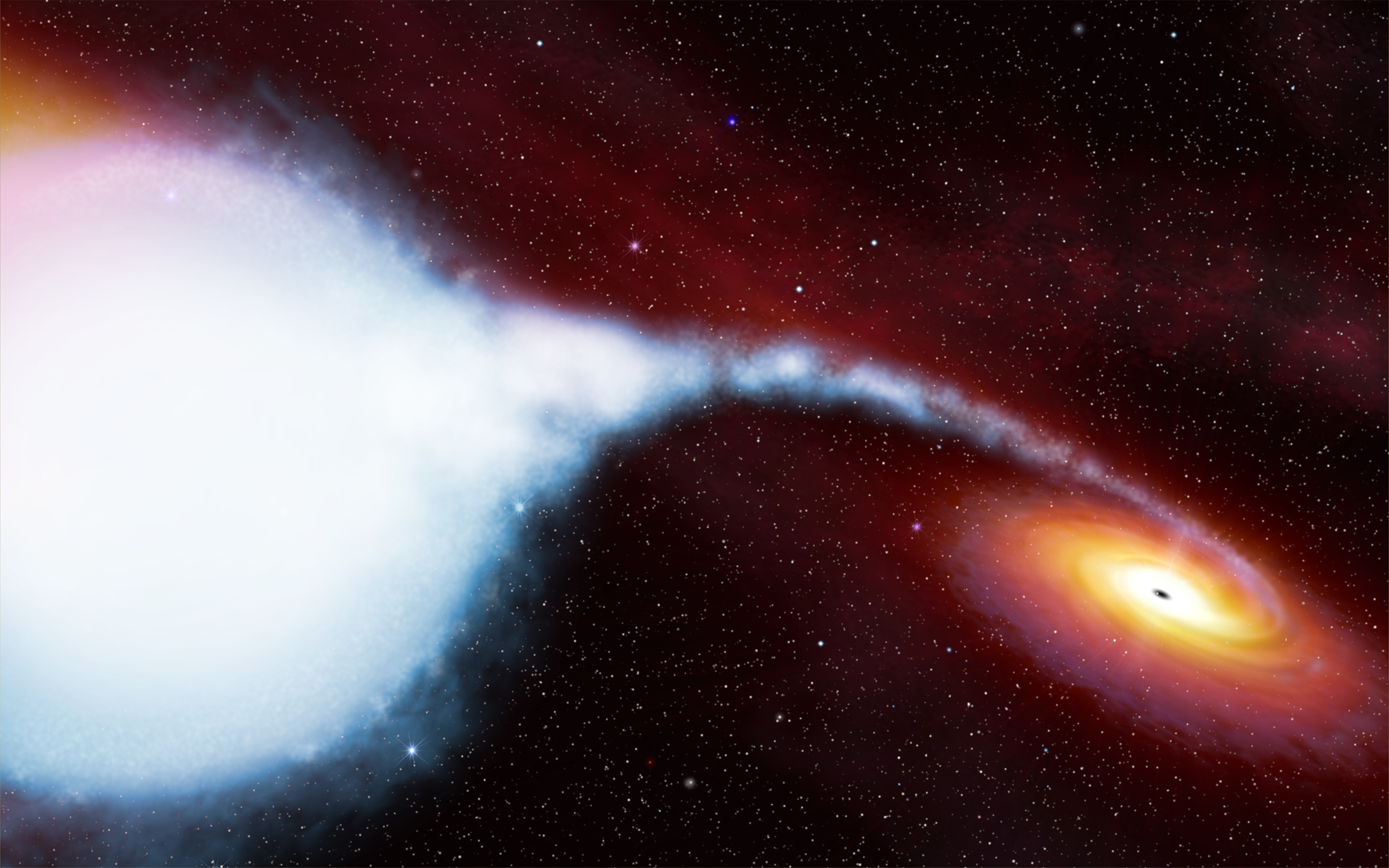
رسم تخيلي للثنائي HDE-226868 ونجم الدجاجة إكس-1 الموجود في كوكبة الدجاجة.

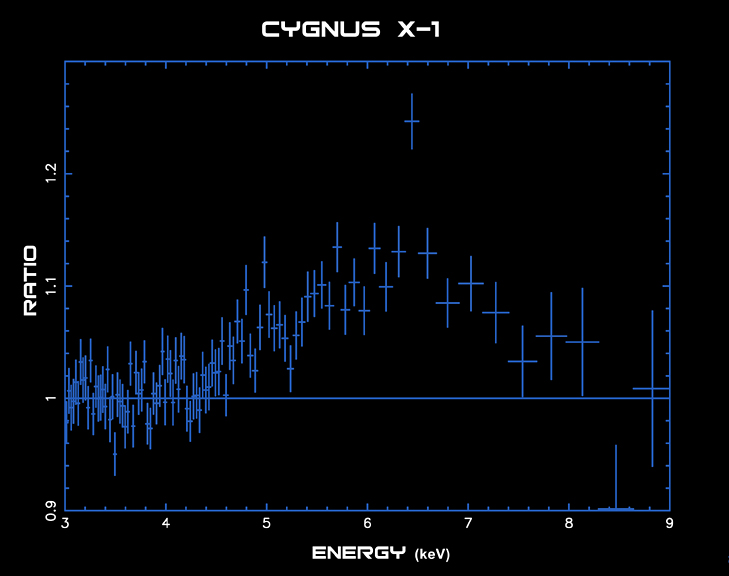
طيف أشعة إكس كما التقطه تلسكوب شاندرا الفضائي للأشعة السينية لنجم الدجاجة اكس-1.

لا يوجد للثقب الأسود من الوجهة النظرية سطحا ولذلك تُشع الأشعة السينية من القرص المزود. وترتفع درجة الحرارة في اتجاه داخل القرص حتى تصل إلى درجة عالية مؤدي إلى إضدار أشعة سينية عالية الطاقة. ونظرا لكون الثقب الأسود ليس له مجال مغناطيسي فإن البلازما تسفط من القرص إلى الثقب الأسود خبر طبقة وسطية.
وتكون الطبقة الوسطية في نفس مستوى القرص المزود ولهذا تتغير شدة الإشعاع السيني تغيرات ليست دورية منتظمة كل ثانية أو مللي ثانية تبدو لنا في هيئة اهتزازية شبه دورية. وتستخدم هذه الصفة الاهتزازية الخاصة للإشعاع في المشاهدات الفلكية للتعرف على وجود ثقب أسود كأحد القرينين في ثنائي أشعة إكس.
من أحسن الامثلة على وجود ثنائي أشعة إكس فيه قرين أساسي عبارة عن ثقب أسود نجده في مصدر اشعة إكس نجم الدجاجة إكس-1 وهو نظام يبعد عنا نحو 14.000 سنة ضوئية - أي أنه في مجرتنا مجرة درب التبانة والتي يبلغ قطرها نحو 10.000 سنة ضوئية.